# Up in a Balloon
Up in a Balloon è un cortometraggio muto del 1913 scritto e diretto da James Young che è anche interprete del film insieme alla moglie, la popolare attrice Clara Kimball Young.

## Produzione
Il film fu prodotto dalla Vitagraph Company of America.

## Distribuzione
Distribuito dalla General Film Company, il film - un cortometraggio di 200 metti - uscì nelle sale cinematografiche  statunitensi  il 16 dicembre 1913. Nelle proiezioni, veniva programmato con il sistema dello split reel, accorpato in un'unica bobina con un altro cortometraggio, il documentario Elephants at Work.